# Jack R. Gage

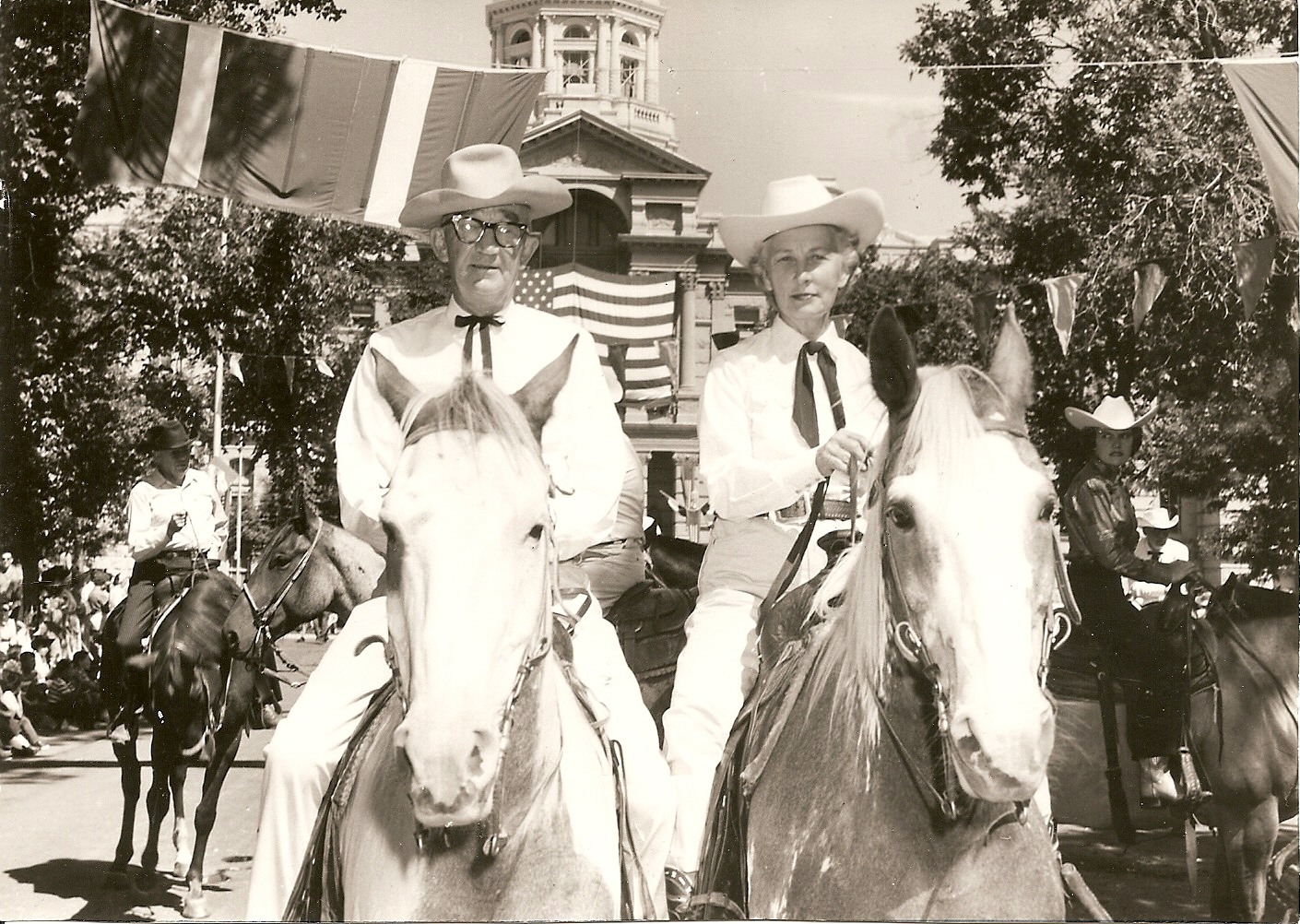
Guvernör Jack R. Gage tillsammans med hustrun Buddy år 1962 i Cheyenne

Jack Robert Gage, född 13 januari 1899, död 14 mars 1970 i Cheyenne, Wyoming, var en amerikansk politiker (demokrat). Han var guvernör i delstaten Wyoming 1961–1963.
Gage avlade 1924 sin kandidatexamen vid University of Wyoming. Han var sedan verksam som lärare, bokhandlare och politiker på delstatsnivå. Efter en lång tid som postmästare i Sheridan valdes han 1958 till delstatens statssekreterare (Wyoming Secretary of State). Republikanen Edwin Keith Thomson, som var den segrande kandidaten i senatsvalet 1960, avled den 9 december samma år. Då fick demokraterna möjlighet att utnämna en senator från januari 1961 fram till fyllnadsvalet 1962. Guvernör John J. Hickey avgick, Gage tillträdde som guvernör och i den egenskapen utnämnde Hickey till senaten. Hickey förlorade fyllnadsvalet mot Milward L. Simpson samtidigt som Gage förlorade guvernörsvalet 1962 mot Clifford Hansen.